# Чистый лист (фильм, 2024)
«Чистый лист» — художественный фильм, снятый режиссёром Полиной Кондратьевой в жанре психологической драмы. Премьера фильма состоялась 22 августа 2024 года на XII фестивале короткометражного кино «Короче» в Калининграде. Кинотеатральный релиз состоялся 20 февраля 2025 года.

## Сюжет
Действие фильма разворачивается в городе N. Молодая девушка Рита устраивается на работу сиделкой к Саше, дочери бывшей преподавательницы, у которой лёгкая форма тяжёлого детского церебрального паралича.

## В ролях
| Актёр                | Роль               |
| -------------------- | ------------------ |
| Полина Цыганова      | Рита               |
| Елена Лядова         | Татьяна Николаевна |
| Влад Коноплёв        |                    |
| Зинаида Ястржембская | Саша               |
| Дмитрий Куличков     |                    |
| Анастасия Пучкина    |                    |
| Мамука Патарава      |                    |
| Александра Скачкова  |                    |
| Ирина Туманцева      |                    |
| Ирина Веселова       |                    |
| Марина Карабанова    |                    |
| Вера Куликова        | Рита в детстве     |
| Павел Камчаткин      | поставщик          |
| Наталья Васильева    | девушка в туалете  |
| Владлена Гладкова    | ученица            |

## Производство
Фильм был снят при финансовой поддержке Министерства культуры РФ и Фонда развития современного кинематографа «Кинопрайм». Съёмочный процесс проходил с апреля по август 2024 года в Ярославле.

## Критика
Фильм получил положительные отзывы критики. Обозревательница журнала «Сеанс» Ная Гусева назвала фильм «бережным и лёгким, как мотылёк, за которым можно бесконечно наблюдать, но брать в руки стоит с осторожностью». Она отметила, что фильм, несмотря на его «слёзовыжимательное» описание, «не просит от зрителя ничего, кроме внимания».
Владимир Ростовский («Фильм.ру») также положительно оценил фильм, отметив, что он «не идёт на поводу ни у зрителей, ни у драматургических конструкций — в фильме всё происходит будто само собой, без давления извне, приближая картину Полины Кондратьевой к самой жизни», назвав это «важнейшим качеством подросткового кино».
По мнению Юлии Шагельман («Коммерсантъ»), у режиссёра Полины Кондратьевой и сценариста Марины Гончаровой получился фильм, «который не давит на жалость, не выжимает из зрителя слезу и не приглашает ужаснуться нравам современной молодежи», при этом положительно оценив актёрскую игру Зинаиды Ястржембской, исполнительницы роли Саши.
По состоянию на май 2025 года «Чистый лист» со средним баллом 83 из 100 занял 4 место в списке лучших фильмов 2025 года по версии сайта «Критиканство».

## Награды и номинации
| Список наград и номинаций | Список наград и номинаций                     | Список наград и номинаций                        | Список наград и номинаций | Список наград и номинаций |
| Год                       | Кинофестиваль / Кинопремия                    | Категория                                        | Номинант(ы)               | Результат                 |
| ------------------------- | --------------------------------------------- | ------------------------------------------------ | ------------------------- | ------------------------- |
| 2024                      | XII фестиваль короткометражного кино «Короче» | Гран-при за лучший дебютный полнометражный фильм | «Чистый лист»             | Победа                    |
| 2024                      | XII фестиваль короткометражного кино «Короче» | Специальный приз за яркий актёрский дебют        | Зинаида Ястржембская      | Победа                    |